# Clogher
Clogher (Clochar in gaelico irlandese) è un comune dell'Irlanda del Nord, situato nella contea di Tyrone.